# スハレカ
セランダ（アルバニア語:Theranda）、スハレカ（アルバニア語:Suhareka）、あるいはスヴァ・レカ（セルビア語:Сува Река / Suva Reka）は、コソボのプリズレン郡に属する町、およびそれを中心とした基礎自治体である。

## 呼称
スヴァ・レカとはセルビア語で「乾いた川」を意味する。1999年のコソボ紛争以降、アルバニア人たちは、プリズレン近くの古い要塞跡にちなんで町をセランダと呼ぶようになった。

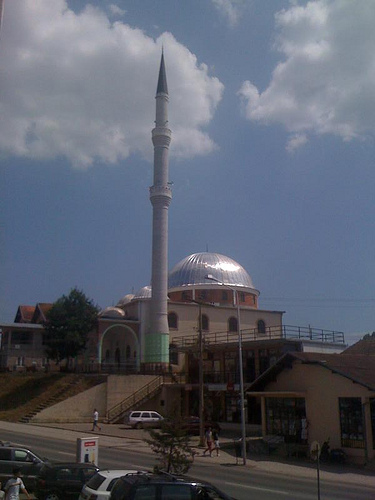
モスク

## 住民
| Ethnic Composition, Including IDPs |              |       |            |      |          |      |      |
| 年/人口                            | アルバニア人 | %     | セルビア人 | %    | ロマ     | %    | 合計 |
| January 1999                       | 80,000       | 95.5  | 3,000      | 3.75 | 600概算  | 0.75 | ?    |
| January 2001                       | 80,000       | 99.43 | 0          | 0.00 | 460 概算 | 0.57 | ?    |
| Ref: OSCE                          |              |       |            |      |          |      |      |